# 蘭切斯特衝鋒槍
蘭切斯特衝鋒槍或稱蘭徹斯特衝鋒槍（英語：Lanchester submachine gun）是一款發射9×19毫米魯格彈的英國製衝鋒槍。

## 歷史
在第一次世界大戰結束後，那種側面裝彈、卡賓槍式的衝鋒槍仍然普遍受到歡迎。其中有些就幾乎是MP18衝鋒槍的翻版，英國的蘭切斯特就是個典型的例子。該槍由英國斯特林軍械公司的喬治·蘭切斯特（George Lanchester）設計，並配備刺刀，儘管這種裝備在衝鋒槍中並不常見。
此外，它採用純銅彈匣，是為了防鏽。蘭切斯特使用9毫米魯格彈，並配備50發彈匣供彈，由此具有強大的火力持續性火力。但這種武器也因價格昂貴，所以並未能夠大規模裝備於部隊。

## 使用國
- 阿根廷
- 加拿大
- 智利
- 埃及
- 荷蘭
- 新西兰
- 英国

## 流行文化

### 電子遊戲
- 2021年—《蔚藍檔案》：聖園彌香的固有武器「Quis ut Deus」原型。
- 2021年—《應徵入伍》：作為同盟國科技樹BR II武器可研發。

## 另見
- MP18衝鋒槍
- 斯登衝鋒槍
- 史特林衝鋒槍
- MP40衝鋒槍
- 欧文冲锋枪